# 安房直子
安房 直子（あわ なおこ、本名：峰岸 直子（みねぎし なおこ）1943年1月5日 - 1993年2月25日）は、日本の児童文学作家。大学在学中より山室静に師事し、『目白児童文学』『海賊』を中心に多くの童話を発表した。「さんしょっ子」「きつねの窓」など教科書に掲載された作品も多い。夫は国語学者の峰岸明。

## 来歴
1943年(昭和18年)1月5日、旧内務省官吏の父、藤沢喜久郎と母英子の四女として東京都新宿区で生まれる。生家である市ヶ谷の屋敷には、 母の妹である安房久子も同居しており、育児を手伝っていた。
1944年(昭和19年)、専売公社に勤務する安房喜代年と妻・久子の養女となる。香川県高松市に転居。 これ以後、養父の転勤に伴い、中学校卒業まで転居を重ねる。
1947年(昭和22年)9月6日、養女・安房直子として戸籍届出。本人は、この事実を大学4年の時に知る。実・養父母の配慮により、実姉たちと家を行き来する。この頃より、グリム童話集に親しむ。
1949年(昭和24年)、香川大学香川師範学校高松附属小学校に入学。講談社の世界名作童話全集により、小学校3年の頃までグリム、アンデルセン、アラビアンナイトなどを繰り返し読む。
1950年(昭和25年)、群馬県高崎市に転居。 高崎市立中央小学校へ転校。
1953年(昭和28年)、宮城県仙台市に転居。仙台市立片平丁小学校へ転校。
1954年(昭和29年)、小学校6年の頃から作家になりたいと密かに思うようになる。
1955年(昭和30年)、仙台市立片平丁小学校卒業。仙台市立五橋中学校に入学。
1956年(昭和31年)、中学1年の1月より日記をつけ始め、以後、毎日欠かさず書き続ける。北海道函館市に転居。函館市立的場中学校へ転校。
1957年(昭和32年)、長野県上田市に転居。上田市立第一中学校へ転校。
1958年(昭和33年)、上田市立第一中学校卒業。日本女子大学附属高等学校に入学。 これと同時に、母と2人で上京し、 市ヶ谷の母方の祖母の家で叔父と共に暮す。高校では文芸部と聖書研究会に所属する。文芸部のメンバーには後に日本女子大学英文科教授になる不破直子がいた。文芸部誌『いもむし』第3号に詩2篇と童話「風船」を発表。翌年より改題の 『生田文芸』 にも詩や童話を発表する。毎週土曜日には市ヶ谷の煉獄援助修道会に通い、カトリックの入門書である『公教要理』 を姉と学ぶ。この修道院には一年近く通い、 市ヶ谷の家で姉とよく讃美歌を歌う。
1959年(昭和34年)、『愛児』 第2号に「リレー童話(2) 赤い花 白い花」を投稿し掲載される。高校2年、聖書研究会部長となる。この頃、『日本児童文学』に「星になった子供」を送り、奈街三郎の批評を受ける。
1960年(昭和35年)、高校3年、夏の宿題でレポート「堀辰雄」を提出。
1961年(昭和36年)、日本女子大学附属高等学校卒業。日本女子大学文学部国文学科に入学。 短歌研究会に入会し、会誌に作品を発表する。同時に聖書研究会にも入り、月2回 山下次郎(東京大学・理論物理学)の講義を受ける。第2外国語はドイツ語を選択。ケストナーやツヴァイクに強く惹かれる。大学1年の終わり頃に、児童学科の同好会・児童文学研究会「のっぱら」に参加し、作品を寄せる。
1962年(昭和37年)、日本女子大学児童文学研究室の山室静により、『目白児童文学』が創刊されることを知り、原稿用紙20枚ほどの作品を児童文学研究室に提出する。提出した作品は6月発刊の創刊号に「月夜のオルガン」として掲載される。『目白児童文学』は1年に1冊のペースで発行され、以後も欠かさず作品を書き続ける。この頃より、童話の道に本気で進みたいと願うようになる。
1964年(昭和39年)、山室の担当講座「児童文学」の学期末レボートで提出した 「空色の揺りいす」が『目白児童文学』3号に掲載される。このとき、山室に「こんなのが十篇くらいたまったら、一冊の本にするといいね」と励まされ、 児童文学の道に進む決心が固まる。坪田譲治邸内の 「びわのみ文庫」で行なわれていた児童文学者協会主催の「新童話教室」に参加する。
1965年(昭和40年)、日本女子大学文学部国文学科卒業。 卒業論文は「源氏物語の自然描写」であった。 その後7、 8年間、山室の大学院の講座「児童文学特論」を聴講し、北欧神話やギリシャ神話をはじめとした世界のメルヘンに接する。「源氏物語の研究」により、 日本女子大学創立者の名を冠した「成瀬記念奨学金」を授与される。
1966年(昭和41年)、山室の講座仲間と同人誌 『海賊』の創刊に携わり、発起人として編集に従事する。10月、『海賊』創刊号に「あじさい」(後に、「青い花」と改題)を発表する。
1968年(昭和43年)、峰岸明と結婚。
1969年(昭和44年)12月、『海賊』 14号に「さんしょっ子」 を発表。
1970年(昭和45年)、『海賊』 15号より事務局を担当する。「さんしょっ子」で第3回日本児童文学者協会新人賞を受賞する。7月、第1回「詩と童話まつり」を日本女子大学成瀬記念講堂にて開催する。
1971年(昭和46年)、初めての著書『まほうをかけられた舌』に続いて『北風の忘れたハンカチ」が刊行される。
6月、「海賊21号と安房直子の出版を祝う会」が日本出版クラブにて開催される。12月、第2回「詩と童話まつり」で「あじさい」を朗読。この会には山室の呼びかけで幅広い講師陣が集い、第6回 (1977年)まで続いた。
1972年(昭和47年)、山室静が日本女子大学を辞任。以後、 児童文学講座と「目白児童文学』 は、 安藤美紀夫に引継がれる。「北風の忘れたハンカチ』 が第19回サンケイ児童出版文化賞推薦図書となる。この頃より、雑誌『大きなタネ』に作品を発表する。軽井沢に山荘をつくり、以後、毎夏ここで過ごす。
1973年(昭和48年)、『風と木の詩』で第22回小学館文学賞を受賞する。
1974年(昭和49年)、長男 亨誕生。この頃より、雑誌『詩とメルヘン』に作品を発表する。画家の味戸ケイコと出会う。
1976年(昭和51年)、この頃より、雑誌『母の友』に作品を発表する。
1977年(昭和52年)、安藤美紀夫の推薦で教育出版の『新版 国語 6年上』に「きつねの窓」が掲載される。以後。多くの作品が教材化される。
1981年(昭和56年)、『海賊』が60号で第1期終了。
1982年(昭和57年)、『遠い野ばらの村』で第20回野間児童文芸賞を受賞する。『海賊』の15周年を記念して、同人22人による作品集『にぎやかな首飾り』が出版される。
1985年(昭和48年)、『山の童話 風のローラースケート』で第3回新美南吉児童文学賞を受賞する。
1991年(平成3年)、『海賊』が復刊し第2期が開始される。創刊号に「花豆の煮えるまで-小夜の物語-」を発表する。この作品でひろすけ童話賞を受賞。NHKで「おしゃべりなカーテン」が放送される。
1992年(平成4年)、NHKで「すずをならすのはだれ」が放送される。
1993年(平成5年)、2月25日に肺炎のため死去。『日本児童文学』第39巻第10号で「特集 安房直子の世界」が掲載される。
1994年(平成6年)、『目白児童文学』第30・31合併号で「安房直子特集」が掲載される。『花豆の煮えるまで-小夜の物語-』で赤い鳥文学賞特別賞を受賞。
2004年(平成16年)、偕成社より『安房直子コレクション』（全7巻）が刊行される。

## 人物
15歳になるまでは父親の転勤に伴って、北海道から四国まで各地を転々とした。住んだ町の中で一番好きなのは函館であり、創作する際のイメージのひとつだと語っている。
好きな作家として堀辰雄やザクリス・トペリウスを挙げている。

## 作風・評価
幻想的作風だが、あくまで日本的な民話風の趣をもった作品が多く、晩年は、後の世界を意識したものが多いとする評もある。没後も評価は高く偕成社より『安房直子コレクション』全7巻が刊行されている。
『きつねの窓』は1992年より教育出版の国語教科書（小学6年生）に収録されていた。
2005年、サンリオの雑誌『詩とメルヘン』に掲載された全17編を収録した『安房直子 十七の物語 夢の果て』が、掲載当時コンビを組んだ味戸ケイコの書き下ろしイラストを添えて、当時の編集者であり瑞雲舎の代表を務める井上富雄の手によって刊行された。
『初雪のふるひ』は2011年より光村図書出版の国語教科書（小学4年生）に収録されている。

## 略歴
- 1943年（昭和18年）1月5日 - 東京都新宿区で生まれる
- 1944年（昭和19年）- 安房喜代年と久子の養女となる。香川県高松市に転居
- 1949年（昭和24年）- 香川大学香川師範学校高松附属小学校に入学
- 1950年（昭和25年）- 群馬県高崎市に転居。高崎市立中央小学校へ転校
- 1953年（昭和28年）- 宮城県仙台市に転居。仙台市立片平丁小学校へ転校
- 1955年（昭和30年）- 仙台市立片平丁小学校卒業。仙台市立五橋中学校に入学
- 1956年（昭和31年）- 北海道函館市に転居。函館市立的場中学校へ転校
- 1957年（昭和32年）- 長野県上田市に転居。上田市立第一中学校へ転校
- 1958年（昭和33年）- 上田市立第一中学校卒業。日本女子大学附属高等学校に入学。母と2人で上京する。修道院に通う
- 1959年（昭和34年）- 聖書研究会部長となる。『日本児童文学』に「星になった子供」を送り、奈街三郎の批評を受ける
- 1961年（昭和36年）- 日本女子大学附属高等学校卒業。日本女子大学文学部国文学科に入学。短歌研究会と聖書研究会に入る。また児童文学研究会「のっぱら」に参加し、作品を寄せる
- 1962年（昭和37年）- 山室静と出会う。『目白児童文学』の創刊号に「月夜のオルガン」が掲載される
- 1964年（昭和39年）- 『目白児童文学』3号に「空色の揺りいす」が掲載される
- 1965年（昭和40年）- 日本女子大学文学部国文学科卒業。卒業論文は「源氏物語の自然描写」
- 1966年（昭和41年）- 同人誌『海賊』の発起人となり、編集に携わる。10月、『海賊』創刊号に「あじさい」（後に、「青い花」と改題）を発表
- 1968年（昭和43年）- 峰岸明と結婚
- 1969年（昭和44年）12月 - 『海賊』14号に「さんしょっ子」を発表
- 1970年（昭和45年）- 「さんしょっ子」で第3回日本児童文学者協会新人賞を受賞
- 1971年（昭和46年）- 初めての著書『まほうをかけられた舌』に続いて『北風の忘れたハンカチ」が刊行される
- 1972年（昭和47年）- 『北風の忘れたハンカチ』が第19回サンケイ児童出版文化賞推薦図書となる
- 1973年（昭和48年）- 『風と木の歌』が第22回小学館文学賞を受賞
- 1974年（昭和49年）- 長男、亨誕生
- 1977年（昭和52年）- 安藤美紀夫の推薦で教育出版の『新版 国語六年上』に「きつねの窓」が掲載される
- 1981年（昭和56年）- 『海賊』60号で第1期終了
- 1982年（昭和57年）- 『遠い野ばらの村』で第20回野間児童文芸賞を受賞
- 1985年（昭和60年）- 『山の童話 風のローラースケート』で第3回新美南吉児童文学賞を受賞
- 1991年（平成3年）- 『海賊』第2期が創刊される。創刊号に「〈小夜の物語〉花豆の煮えるまで」を掲載する。11月、同作でひろすけ童話賞を受賞
- 1992年（平成4年）- NHKで「すずをならすのはだれ」が放映される
- 1993年（平成5年）2月25日 - 肺炎のため死去。享年50歳
- 1994年（平成6年）- 『花豆の煮えるまで-小夜の物語-』で赤い鳥文学賞特別賞を受賞[11]

## 受賞
- 1970年、『さんしょっ子』で日本児童文学者協会新人賞受賞[12]。
- 1973年、『風と木の歌』で小学館文学賞受賞[13]。
- 1982年、『遠い野ばらの村』で野間児童文芸賞受賞[13]。
- 1985年、『風のローラースケート』で新美南吉児童文学賞受賞[13]。
- 1991年、『花豆の煮えるまで』でひろすけ童話賞受賞[13]。

## 著書
- 『北風のわすれたハンカチ』（牧村慶子絵、旺文社、旺文社ジュニア図書館） 1971
- 『まほうをかけられた舌』（淵上昭廣絵、岩崎書店、岩崎幼年文庫1） 1971、のち遠藤てるよ画でフォア文庫より再刊 1979.10
- 『風と木の歌』（司修絵、実業之日本社、少年少女短編名作選） 1972
- 『白いおうむの森』（赤星亮衛絵、筑摩書房） 1973、のちちくま文庫 1986.8　ISBN 4-480-02068-3 - 童話集
- 『ハンカチの上の花畑』（岩淵慶造絵、あかね書房、あかね新作児童文学選3） 1973、のち講談社文庫 1977.7、のち金井塚道栄絵であかね文庫 1988.1　ISBN 4-251-10022-0
- 『しろいしろいえりまきのはなし』（淵上昭広画、小学館、小学館の創作童話シリーズ6） 1974
- 『銀のくじゃく』（赤星亮衛絵、筑摩書房） 1975、のちちくま文庫 1985.12　ISBN 4-480-02026-8 - 童話集
- 『ライラック通りのぼうし屋』（小松桂士朗絵、岩崎書店、あたらしい創作童話2） 1975
- 『きつねの窓』（角川書店、角川文庫） 1975
- 『白樺のテーブル』（味戸ケイコ絵、偕成社） 1976
- 『しろいあしあと』（牧村慶子画、小学館、小学館の創作童話シリーズ26） 1976.1
- 『きつねのゆうしょくかい』（赤星亮衛絵、講談社、講談社の幼年創作童話9） 1976.9
- 『日暮れの海の物語』（角川書店） 1977.7、のち改題『日暮れの海のものがたり』（遠藤てるよ画、フォア文庫） 1982年.3
- 『ころころだにのちびねずみ』（鈴木琢磨絵、旺文社、旺文社こどもの本） 1977.3
- 『すずをならすのはだれ』（葉祥明絵、PHP研究所、PHPおはなしひろばシリーズ） 1978.3
- 『木の葉の魚』（味戸ケイコ絵、サンリオ、詩とメルヘン絵本） 1978.11
- 『天の鹿』（鈴木康司絵、筑摩書房） 1979.9
- 『だんまりうさぎ』 （白川三雄絵、偕成社、新しい幼年創作童話） 1979.12
- 『あめのひのトランペット』（葉祥明絵、金の星社） 1980.3
- 『南の島の魔法の話』（講談社、講談社文庫） 1980.6
- 『しいちゃんと赤い毛糸』（奈良坂智子絵、旺文社、旺文社創作童話） 1980.11
- 『はるかぜのたいこ』（葉祥明絵、金の星社、くまのがっきやさん） 1980.11
- 『だれにも見えないベランダ』（講談社、講談社文庫） 1981.5
- 『遠い野ばらの村』（味戸ケイコ絵、筑摩書房） 1981.9、のちちくま文庫 1990.9　ISBN 4-480-02479-4 - 童話集
- 『ねずみのつくったあさごはん』（田中槙子絵、秋書房） 1981.12
- 『ゆきひらのはなし』（頓田室子絵、PHP研究所、こころの幼年童話） 1981.12
- 『青い花』（南塚直子絵、岩崎書店、岩崎創作絵本） 1983.2
- 『花のにおう町』（味戸ケイコ画、岩崎書店、現代の創作児童文学） 1983.8
- 『コンタロウのひみつのでんわ』（田中槙子絵、秋書房） 1983.11、のち復刊ドットコムから再刊 2007.11
- 『冬吉と熊のものがたり』（上野紀子絵、ポプラ社、こども児童館） 1984.1
- 『風のローラースケート』（小沢良吉 絵、筑摩書房、山の童話） 1984.5
- 『ふしぎな青いボタン』（田中槙子絵、ひくまの出版、ひくまの出版幼年絵本シリーズ・あおいうみ） 1984.11
- 『鶴の家』（講談社、講談社文庫） 1984.7　ISBN 4-06-183222-0
- 『ねこじゃらしの野原：とうふ屋さんの話』（大社玲子絵、講談社、児童文学創作シリーズ） 1984.10 ISBN 4-06-119082-2
- 『やさしいたんぽぽ』（南塚直子絵、小峰書店、こみねのえほん） 1985.9 ISBN 4-338-06002-6
- 『グラタンおばあさんとまほうのアヒル』（いせひでこ絵、小峰書店、創作どうわのひろば） 1985.1 ISBN 4-338-01109-2
- 『空にうかんだエレベーター』（田中槙子絵、あかね書房、あかね創作どうわ） 1986.2 ISBN 4-251-03279-9
- 『三日月村の黒猫』（司修絵、偕成社） 1986.4 ISBN 4-03-528080-1
- 『鳥にさらわれた娘』（味戸ケイコ絵、ケイエス企画、モエノベルス・ジュニア） 1987.3 ISBN 4-03-640010-X
- 『べにばらホテルのお客』（峯梨花絵、筑摩書房） 1987.5 ISBN 4-480-88077-1
- 『おしゃべりなカーテン』（河本祥子絵、講談社、わくわくライブラリー） 1987.11 ISBN 4-06-195602-7
- 『うさぎ屋のひみつ』（南塚直子画、岩崎書店、現代の創作児童文学） 1988.2 ISBN 4-265-92836-6
- 『トランプの中の家』（田中槙子絵、小峰書店） 1988.7 ISBN 4-338-07801-4
- 『さんしょっ子』（いもとようこ絵、小峰書店、絵本・感動のおくりもの1） 1989.7 ISBN 4-338-08401-4
- 『サンタクロースの星』（新野めぐみ絵、佼成出版社） 1989.10 ISBN 4-333-01451-4
- 『わるくちのすきな女の子』（林静一絵、ポプラ社、童話の海2） 1989.12 ISBN  4-591-03372-4
- 『うさぎのくれたバレエシューズ』（南塚直子絵、小峰書店、えほん・こどもとともに） 1989.10 ISBN 4-338-06911-2
- 『月へ行くはしご』（奈良坂智子絵、旺文社、旺文社創作童話） 1991 ISBN 4-01-069143-3
- 『ひめりんごの木の下で』（伊藤正道絵、クレヨンハウス、おはなし広場） 1993.12 ISBN 4-906379-34-6
- 『たんぽぽ色のリボン』（南塚直子絵、小峰書店、絵童話・しぜんのいのち4） 1993.12 ISBN 4-338-10504-6
- 『すずめのおくりもの』（菊池恭子絵、講談社、どうわがいっぱい35） 1993.9 ISBN 4-06-197835-7
- 『花豆の煮えるまで：小夜の物語』（味戸ケイコ絵、偕成社、偕成社ワンダーランド10） 1993.3 ISBN 4-03-540100-5
- 「安房直子コレクション」（北見葉胡画、偕成社）全7巻

1. 『なくしてしまった魔法の時間』 2004.3 ISBN 4-03-540910-3
2. 『見知らぬ町ふしぎな村』 2004.4 ISBN 4-03-540920-0
3. 『ものいう動物たちのすみか』 2004.4 ISBN 4-03540930-8
4. 『まよいこんだ異界の話』 2004.4 ISBN 4-03-540940-5
5. 『恋人たちの冒険』 2004.3 ISBN 4-03-540950-2
6. 『世界の果ての国へ』 2004.4 ISBN 4-03-540960-X
7. 『めぐる季節の話』 2004.4 ISBN 4-03-540970-7

- 『夢の果て：安房直子 十七の物語』（瑞雲舎） 2005.12 ISBN 4-916016-58-0
- 『雪窓』（山本孝絵、偕成社）2006.2
- 『天の鹿』（スズキコージ絵、ブッキング）2006.4
- 『声の森』（ひろかわさえこ絵、偕成社）2006.5
- 『森のタンタラばあさん』（出久根育絵、小学館）2006.10
- 『コンタロウのひみつのでんわ』（田中槇子絵、ブッキング）2007.11  秋書房1983年刊の復刊
- 『初雪のふる日』（こみねゆら絵、偕成社）2007.12
- 『うさぎ座の夜』（味戸ケイコ絵、偕成社）2008.1
- 『てんぐのくれためんこ』（早川純子絵、偕成社）2008.3
- Awa Naoko, (2010-06-16). The Fox's Window and Other Stories. Univ of New Orlenans Fndt Pr. ISBN 9781608010066
- 『春の窓：安房直子 ファンタジスタ』（講談社、講談社X文庫 ホワイトハート） 2008.11 ISBN 978-4-06-286578-4
- 『グラタンおばさんとまほうのアヒル』新装版（いせひでこ絵、小峰書店、どうわのひろばセレクション）2009.3
- 『くまの楽器店』（こみねゆら絵、小学館）2009.9
- 『ひぐれのお客』（MICAO絵、福音館書店、福音館創作童話シリーズ）2010.5
- 『ひぐれのラッパ』（MICAO絵、福音館書店、福音館創作童話シリーズ）2010.9
- 『天の鹿』（スズキコージ絵、福音館書店、福音館文庫 S-59）2011.1
- 『遠い野ばらの村』（味戸ケイコ絵、偕成社、偕成社文庫 3271）2011.4
- 『ひめねずみとガラスのストーブ』（降矢なな絵、小学館）2011.11
- 『ゆきひらの話』（田中清代絵、偕成社、安房直子名作絵童話）2012.2
- 『みどりのスキップ』（出久根育絵、偕成社、安房直子名作絵童話）2013.2
- 『風のローラースケート　山の童話』（小沢良吉絵、福音館書店、福音館文庫 S-68）2013.5
- 『北風のわすれたハンカチ』（偕成社、偕成社文庫2121）旺文社1971年の再刊
- 『だんまりうさぎとおしゃべりうさぎ』（ひがしちから絵、偕成社）2015.12
- 『きつねの窓』（あおきひろえ絵、岩崎書店、はじめて読む日本の名作絵どうわ4）2016.3
- 『みどりのはしご』（黒井健絵、復刊ドットコム）2016.10 学習研究社1982年刊を底本
- 『銀のくじゃく』（高橋和枝絵、偕成社、偕成社文庫3280）2017.2
- 『だんまりうさぎときいろいかさ』（ひがしちから絵、偕成社、安房直子名作童話）2017.6
- 『やさしいたんぽぽ』（南塚直子絵、小峰書店、にじいろえほん）2018.2
- 『だんまりうさぎとおほしさま』（ひがしちから絵、偕成社、だんまりうさぎとおしゃべりうさぎ）2018.6
- 『ゆきのひのだんまりうさぎ』（ひがしちから絵、偕成社、だんまりうさぎとおしゃべりうさぎ）2019.2
- 『だれも知らない時間』（いもとようこ絵、金の星社、大人になっても忘れたくないいもとようこ名作絵本）2019.8
- 『ねこの結婚式』（いもとようこ絵、金の星社、大人になっても忘れたくないいもとようこ名作絵本）2019.9
- 『もぐらのほったふかい井戸』（いもとようこ絵、金の星社、大人になっても忘れたくないいもとようこ名作絵本）2019.11
- 『空色のゆりいす』（いもとようこ絵、金の星社、大人になっても忘れたくないいもとようこ名作絵本）2020.1
- 『さんしょっ子』（いもとようこ絵、金の星社、大人になっても忘れたくないいもとようこ名作絵本）2020.6
- 『まほうのあめだま』（いもとようこ絵、金の星社、大人になっても忘れたくないいもとようこ名作絵本）2020.9
- 『つるの家』（いもとようこ絵、金の星社、大人になっても忘れたくないいもとようこ名作絵本）2021.1
- 『きつね山の赤い花』（いもとようこ絵、金の星社、大人になっても忘れたくないいもとようこ名作絵本）2021.3
- 『きつねの窓』（いもとようこ絵、金の星社、大人になっても忘れたくないいもとようこ名作絵本）2021.3
- 『青い花』（南塚直子絵、小峰書店、にじいろえほん）2021.5
- 『きつね山の赤い花』（えがしらみちこ絵、マイクロマガジン社）2021.9
- 『春の窓：安房直子ファンタジー』（講談社、講談社文庫 あ12-6）2022.2
- 『安房直子絵ぶんこ』（あすなろ書房）全9巻

1. 『ふろふき大根のゆうべ』 2024.4 ISBN 4-7515-3201-4
2. 『猫の結婚式』 2024.4 ISBN 4-7515-3202-2
3. 『空にうかんだエレベーター』 2024.5 ISBN 4-7515-3203-0
4. 『遠い野ばらの村』 2024.6 ISBN 4-7515-3204-9
5. 『雪窓』 2024.6 ISBN 4-7515-3205-7
6. 『ひぐれのお客・初雪のふる日』 2024.7 ISBN 4-7515-3206-5
7. 『北風のわすれたハンカチ』 2024.9 ISBN 4-7515-3207-3
8. 『海の館のひらめ』 2024.8 ISBN 4-7515-3208-1
9. 『あるジャム屋の話』 2024.10 ISBN 	4-7515-3209-X

## 参考資料
『「安房直子・メルヘンの世界」展』日本女子大学成瀬記念館/発行 1999年